# 米歇尔·布罗根
米歇尔·布罗根（英語：Michelle Brogan，1973年2月8日—），澳大利亚女子篮球运动员。她曾代表澳大利亚国家队参加1996年和2000年夏季奥林匹克运动会篮球比赛，获得一枚银牌和一枚铜牌。